# 사업

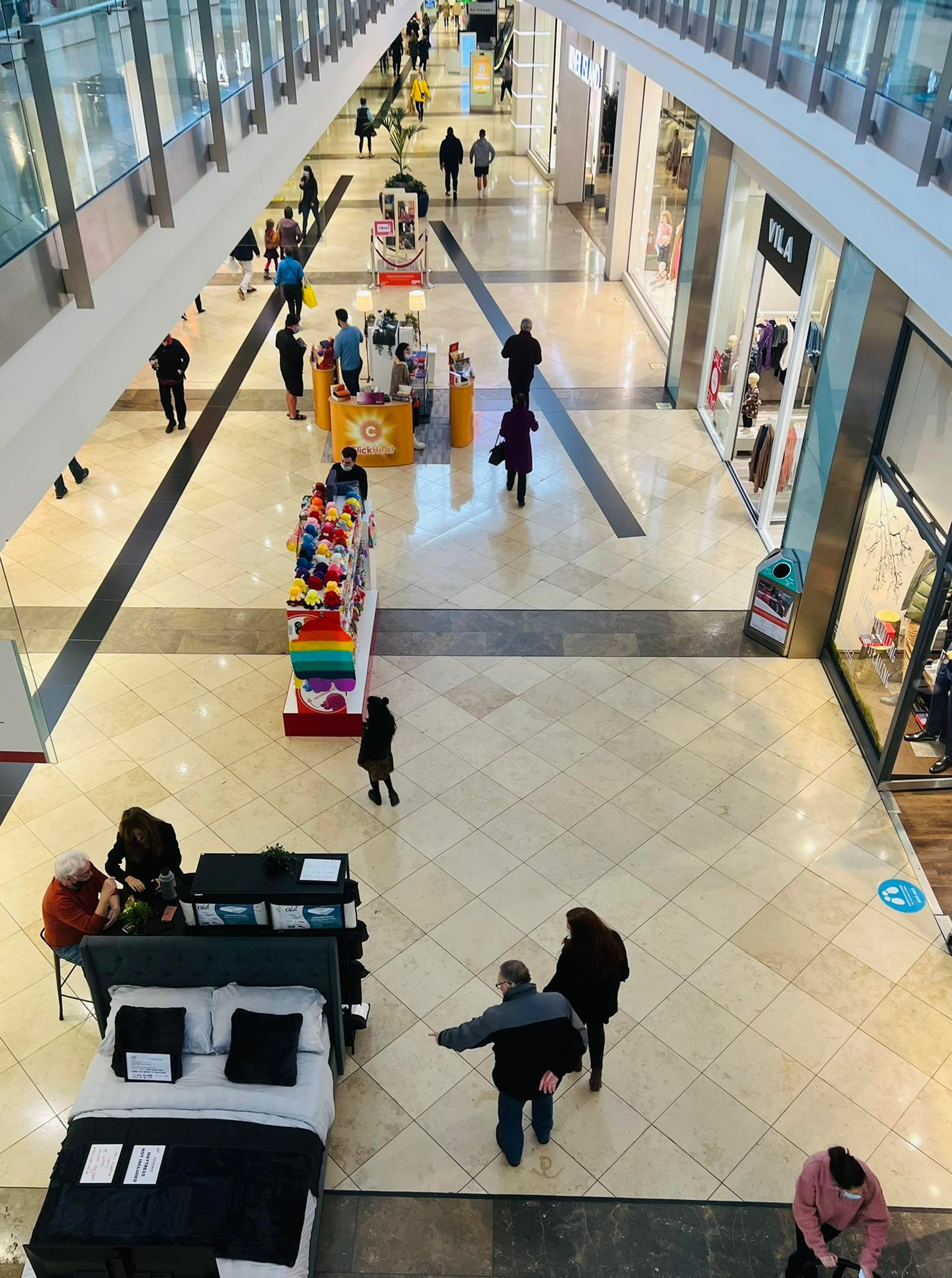

사업(事業), 혹은 비즈니스(영어: business, 문화어: 비지네스)는 물건이나 용역을 고객이나 다른 사업체에 판매할 수 있을 만큼의 경제적 자유를 누릴 수 있는 국가 안에 존재하는 법적으로 인식되는 조직체나 활동이다.
사업은 제품(예: 상품 및 서비스)을 생산하거나 구매하고 판매하여 생계를 유지하거나 돈을 버는 행위이다. 사업체는 "이익을 위해 수행되는 모든 활동이나 기업"이다.
사업체는 소유주와 반드시 별개일 필요는 없으며 채권자는 사업체가 취득한 부채에 대해 소유주에게 책임을 물을 수 있다. 기업의 과세 체계는 법인의 과세 체계와 다르다. 사업 구조는 법인세율을 허용하지 않는다. 소유주는 사업으로 발생한 모든 소득에 대해 개인적으로 과세된다.
법 및 공직에서는 사업체라는 용어와 코퍼레이션, 협동조합과 같은 회사를 구별한다.
기업은 개인 소유주 및 파트너십과 구별된다. 이들은 별도의 법인체이며 소유주와 회원에게 유한 책임을 제공한다. 법인세율이 적용된다. 또한 구성이 더 복잡하고 비용이 많이 들지만 소유주와 소속원에게 더 많은 보호와 혜택을 제공한다.

## 법적인 측면

### 대한민국
대한민국의 공정거래법적인 측면에서 볼 때 사업이라 함은 경제행위를 계속하여 반복적으로 행하는 것을 의미하며, 이는 어떤 경제적 이익의 공급에 대하여 그것에 대응하는 경제적 이익의 반대급부를 받는 행위를 말하고, 반드시 영리를 목적으로 하지 않아도 되며, 사업자의 업무가 법령에 의해 규정되어 있는지의 여부 및 그 목적의 공익성 여부는 사업자성의 판단과는 관계가 없다.

### 북한
조선민주주의인민공화국의 사업 체계는 주로 남조선에서의 민영 기업 방식 사업체계로 구성된 매뉴얼로 편성된 기준과는 달리 국영 기업을 중심으로 하는 복잡한 사업 체계로 구성되어 있다. 그리고 제한을 받는다. 

### 중국
중국은 예로부터 국민들이 돈에 대해서 상당히 엄격하고 냉정한 것으로 유명했고 지금도 그렇다. 중국은 아편 전쟁 이후로 서양의 대제국들인 미국, 영국, 프랑스, 독일, 러시아 등과의 협정 이후로 해안 지역의 도시들을 강제 개방해야 했다. 이후 해안 지역의 도시들은 경제적으로 엄청 발전해서, 고도 경제 성장을 가지게 되었다.
중국에서는 사업하기가 굉장히 어려운 편이다. 돈에 대한 인식이 냉철할 뿐만 아니라, 중국인들은 남을 잘 믿지 않는 경향이 크다. 하지만 개혁과 개방을 거쳐서 중국의 사업 형편은 조금씩 나아지고 있고, 지금은 국영 기업을 중심으로 해서 세계 유명 대기업들에 한해서 사업을 보장해주는 편이다.

### 일본
일본의 사업 인프라 체계가 정립된 것은 메이지 유신이 일어난 이래, 동방 국가의 서구화 진출에 꿈의 염원을 두기 위한 취지로, 일본도 유럽이나 미국의 개척형 사업 체계로 옷을 바꾸어 오늘에 이르게 되어, 주로 현재의 한국과 비슷한 고도 경제 성장을 가지게 되었다. 또한 제2차 세계 대전의 패전 후 미국의 일본 재건 정책에 따라 사업 개편을 또 한번 이루어지기도 하였다. 

## 같이 보기
- 전자 상업
- 산업
- 지적 재산
- 보험
- 경영
- 투자
- 마케팅
- 동산
- 부동산